# ناهد طاهر
ناهد طاهر هي سيدة أعمال سعودية، ومستشارة اقتصادية ورئيسة للدائرة الاقتصادية للبنك الاهلي التجاري سابقاً، والمؤسس والرئيس التنفيذي لبنك جلف ون. درست طاهر الاقتصاد في جامعة الملك عبد العزيز وعملت في الجامعة نفسها كمدرسة لعام واحد ثم انضمت إلى البنك الأهلي التجاري.وحصلت على رتبة رئيسة شعبة المحاسبة في جامعة الملك عبد العزيز.

## التعليم
درست ناهد طاهر المرحلة الابتدائية في أوستن تكساس في الولايات المتحدة الأمريكية، وأكملت المرحلة المتوسطة في الكويت، والمرحلة الثانوية في السعودية في مدارس دار الحنان بجدة، وحصلت بعدها على البكالوريوس في الاقتصاد من جامعة الملك عبد العزيز التي عينت فيها كمعيدة، وأكملت فيها وهي على رأس العمل دراسة الماجستير، إلى أن خرجت مبتعثة إلى بريطانيا لتحصل على درجة الماجستير الثانية في الاقتصاد الدولي من جامعة لانكستر في بريطانيا، ثم الدكتوراه.

## الحياة العملية
بعد عودتها من الخارج، عادت ناهد إلى عملها في جامعة الملك عبد العزيز بجدة، وقضت فيها فترة ستة أشهر إلى أن عرض عليها البنك الأهلي التجاري منصبا هاما برتبة مستشار اقتصادي وكانت أول امرأة تحتل هذا المنصب، استمر عملها في البنك ثلاثة أعوام ونصف، إلى أن قررت أن تتجه إلى مجال البنوك الاستثمارية في البنية التحتية والصناعة والطاقة النظيفة والمتجددة، وأنشأت أول بنك استثماري متخصّص في تمويل البنية التحتية فقط في الشرق الأوسط، في البحرين بنك «جلف ون»، الذي تدرجت في إنشاء فروعه في السعودية والكويت وألمانيا. تخصصت في الاقتصاد القياسي الإحصائي عن طريق البرمجيات، وساهمت في تحسين المنهج التعليمي، وإعداد حلقات تعليمية دورية، واستخدام أحدث الأساليب في التعليم خاصة في مجال المصرفية الإسلامية.

## الإنجازات والتصنيفات
- المرتبة 72 [5] و25 و23 و 24 لثلاث سنوات متتالية ضمن 100 من أكثر السيدات نفوذاً في العالم، في مجلة «فوربس» العالمية.

- أفضل سيدات الأعمال في مجال المال والأعمال، في جريدة «فاينانشال تايمز» البريطانية.[6]

- أكثر المديرين التنفيذيين قوة في «وول ستريت جورنال».
- جائزة الطالبة المتميّزة غير العادية من جامعة لانكستر البريطانية.
- درجة الأستاذية «بروفيسور» من جامعة لانكستر البريطانية.[7]